# Vatileaks
Vatileaks – określenie nadane przez dziennikarzy dla nazwania skandalu związanego z „wyciekiem“ do mediów i opublikowaniem tajnych dokumentów z najbliższego otoczenia papieża Benedykta XVI, do jakiego doszło w 2012 roku w Watykanie.

## Wydarzenia
Po raz pierwszy zaczęto mówić o skandalu związanym z wyciekiem tajnych dokumentów w styczniu 2012, kiedy to włoski dziennikarz Gianluigi Nuzzi opublikował poufne listy, które arcybiskup Carlo Maria Viganò adresował do Benedykta XVI i Sekretarza Stanu Stolicy Apostolskiej kardynała Tarcisio Bertone. Viganò w swoich listach informował o szerzących się w Watykanie korupcji, nepotyzmie i marnotrawstwie. Skandal nabrał na sile w maju 2012, kiedy Nuzzi wydał książkę Jego Świątobliwość: Sekrety Benedykta XVI, w której ujawnił poufną korespondencję Benedykta XVI i jego najbliższego współpracownika – kard. Bertone, dotyczącą kulisów watykańskich finansów.

## Śledztwo
W wyniku śledztwa prowadzonego przez Żandarmerię Watykańską 23 maja 2012 został aresztowany Paolo Gabriele – kamerdyner papieski (zwolniony został z aresztu 21 lipca). Podczas zatrzymania znaleziono przy nim dokumenty objęte klauzulą tajności.
Niezależnie od śledztwa prowadzonego przez żandarmerię papież już w kwietniu powołał komisję kardynalską dla zbadania sprawy wycieków dokumentów. W jej skład weszło trzech purpuratów: Hiszpan związany z Opus Dei – Julián Herranz Casado – jako przewodniczący oraz Słowak Jozef Tomko i emerytowany metropolita Palermo Salvatore De Giorgi.

## Wyrok
W trakcie procesu przed murami Watykanu odbywały się pikiety solidarności z sądzonymi dziennikarzami zorganizowane przez federację prasy oraz obrońców wolności słowa. Podnosili oni zarzut, iż „prawa do informowania nie można sądzić”. W pikietach uczestniczyło również kilkoro parlamentarzystów włoskiej lewicy. Pikiety zorganizowano w obronie wolności prasy i laickości państwa.
7 lipca 2016, po dwudziestu jeden rozprawach Trybunał Państwa Watykańskiego zakończył proces i wydał następujące wyroki w sprawie  o ujawnianie i rozpowszechnianie tajnych dokumentów:
- Lucio Ángel Vallejo Balda – sekretarz Prefektury Ekonomicznych Spraw Stolicy Apostolskiej – 18 miesięcy pozbawienia wolności
- Francesca Chaouqui – asystentka Lucio Ángel Vallejo Balda – 10 miesięcy pozbawienia wolności w zawieszeniu
- Nicola Maio – informatyk – uniewinniony
- Gianluigi Nuzzi i Emiliano Fittipaldi – dziennikarze – uniewinnieni z powodu braku kompetencji sądu